# (16944) Wangler
(16944) Wangler (1998 HK45) – planetoida z grupy pasa głównego asteroid okrążająca Słońce w ciągu 3,82 lat w średniej odległości 2,44 j.a. Odkryta 20 kwietnia 1998 roku.